# Voivodato de Podolia
El voivodato o palatinado de Podolia fue una división administrativa y gobierno local del Reino de Polonia, desde 1434 hasta 1793, excepto durante el período de ocupación otomana (1672-1699), cuando la región se organizó como el eyalato de Podolia. Junto con el voivodato de Bracław formó la región de Podolia, que en el Reino de Polonia era parte de la provincia de la Pequeña Polonia. Su capital estaba en Kamianets-Podilski, donde tenían lugar las sejmiks locales y donde también estaba la sede de la starosta.
El voivodato se creó en 1434 a partir del antiguo ducado de Podolia, que se había convertido en parte del Reino de Polonia en la segunda mitad del siglo XIV. Después de la segunda partición de Polonia (véase también: particiones de Polonia), fue incautada por el Imperio ruso, que en 1793 creó la gobernación de Podolia. Hoy la región pertenece a Ucrania.

## Descripción
Zygmunt Gloger en su monumental libro Geografía histórica de las tierras de la Antigua Polonia ofrece una descripción detallada del voivodato de Podolia:

En la antigüedad, Podolia era una zona fronteriza de asentamientos eslavos permanentes, detrás de los cuales había estepas, habitadas por tribus nómadas. La proximidad de estas tribus bárbaras hizo imposible que los eslavos aprovecharan al máximo Podolia, que es la más bella y rica de todas las tierras eslavas (...) Durante muchos años no se definieron las fronteras de Podolia. La provincia fue capturada por los tártaros en el siglo XIII. A cambio, fueron ahuyentados por los lituanos, que a mediados del siglo XIV se enfrentaron aquí con Polonia. Podolia fue capturada en 1352 por Algirdas, y en 1396 el rey Vladislao Jagiello colocó esta tierra bajo Spytek de Melsztyn. Más tarde, Podolia fue gobernada por Svitrigaila, y finalmente en 1434 el Sejm creó el voivodato de Podolia, nombrando a Piotr Odrowaz el primer vaivoda. Aún así, el Gran Ducado de Lituania continuó reclamando esta tierra, y el conflicto terminó con la Unión de Lublin de 1569 (....) Si no hubiera sido por miles de familias de la szlachta polaca, que desde el siglo XIV se asentaron aquí, Podolia seguiría siendo una estepa desierta (...)

Los límites del nuevo voivodato eran los siguientes: al noroeste limitaba con el condado de Trembowla del voivodato de Rutenia, al norte limitaba con el voivodato de Volinia, mientras que al este limitaba con el voivodato de Braclaw. Toda la frontera sur y suroeste discurría a lo largo de los ríos Dniéster y Stypa (...) En sus primeros años, el voivodato de Podolia tenía una serie de pequeños condados, que estaban ubicados alrededor de los castillos reales. En el siglo XV, había los condados de Skala Podolska, Smotrycz, Bakota, Latyczow, Miedzyboz, Chmielnik, Zinkow y Bar. Finalmente, en 1542 solo se establecieron tres condados, en Czerwonogrod, Kamieniec y Latyczow (...)
En el siglo XVI, el voivodato de Podolia tenía 37 pueblos y, según el censo de 1578, había 650 pueblos. En 1583, el número de aldeas se redujo a solo 434, debido a las constantes incursiones de los tártaros de Crimea. El voivodato también tenía 35 castillos y fuertes (...)

El voivodato de Podolia tenía tres senadores: el obispo, el vaivoda y el castellano de Kamieniec. El starosta local, que también usó el título de "General de las Tierras de Podolia", gobernó dos ciudades, las de Kamieniec y Latyczow. También hubo starostas en Czerwonogrod, Bar, Chmielnik, Kopajgrod, Mukarow, Ploskirow y otros. Varios sejmiks tuvieron lugar en Kamieniec, donde se eligieron seis diputados al Sejm, así como dos diputados al Tribunal de la Pequeña Polonia en Lublin (...) El voivodato de Podolia tenía dos jueces fronterizos, que cooperaban con los funcionarios de la Puerta otomana, resolviendo los conflictos fronterizos.

## Gobierno municipal
Asiento del gobernador del voivodato (vaivoda):
- Kamianets-Podilski

Consejo general (sejmik generalny) para todas las tierras rutenas:
- Sądowa Wisznia

Asiento del consejo regional (sejmik poselski i deputacki):
- Kamianets-Podilski

## División administrativa
- Condado de Kamieniec (Powiat de Kamieniecki), Kamianets-Podilski.
- Condado de Czerwonograd (Powiat de  Czerwonogradzki), Czerwonogród.
- Condado de Latyczów (Powiat de Sanocki), Latyczów.

## Voivodas
- Michał Buczacki (Casa de Buczacki)
- Michał Mużyło Buczacki
- Mikołaj Mielecki
- Stanisław Odrowąż (desde 1535)
- Tomasz Zamoyski (desde 1618)
- Marcin Krasicki (1630-1632/1633)
- Marcin Kazanowski (1632/1633-1636)
- Estanislao "Rewera" Potocki (1636-1653)
- Seweryn Rzewuski

## Voivodatos y regiones vecinas
- Voivodato de Rutenia
- Voivodato de Volinia
- Voivodato de Kiev
- Voivodato de Bratslav
- Principado de Moldavia